# 이탈디자인 제로우노
이탈디자인 제로우노(이탈리아어: Italdesign Zerouno)는 이탈디자인 주지아로에서 2017년부터 생산 중인 스포츠카이다.

## 사양 및 성능
제로우노는 중간 장착형 5.2리터 자연 흡기 V10 엔진 (아우디 R8 및 람보르기니 우라칸에 사용됨)으로 구동되며 8,250rpm에서 602hp (449kW, 610PS)의 토크를 생성한다.
차체는 모듈식 탄소 섬유와 알루미늄 섀시를 사용하며 탄소 섬유로 만들어졌다.

## 게임에서의 등장
- 아스팔트 8: 에어본
- 아스팔트 9: 레전드
- 포르자 호라이즌 4,5
- GTA5

## 경쟁 차종
맥라렌 오토모티브
- 맥라렌 540C
- 맥라렌 570S
- 맥라렌 600LT
- 맥라렌 아투라

아리네라
- 아리네라 후사랴

젠보 오토모티브
- 젠보 ST1